# Firouz Abdul Mohammadian
Firouz Abdul Mohammadian (in persiano فیروز عبدالمحمدیان‎; Ardabil, 27 marzo 1942) è un pallanuotista iraniano, che ha partecipato alle Olimpiadi di Montréal 1976.
Oltre al torneo olimpico del 1976, ha gareggiato ai Giochi asiatici del 1974, vincendo una medaglia d'oro.